# عاطفه

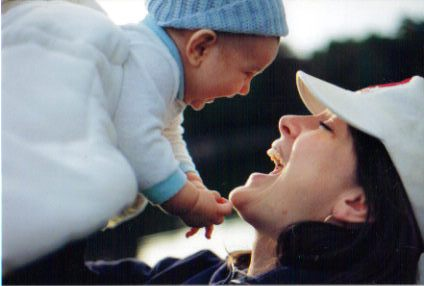
مادر و فرزندش که عاطفه نشان می‌دهند.

عاطفه (به انگلیسی: Affection)، در روان‌شناسی، به تجربه نهفته از احساس، هیجان یا خلق گفته می‌شود.

## ابعاد عاطفه
حالت‌های عاطفی در سه بعد اصلی متفاوت است: ظرفیت، برانگیختگی و شدت انگیزشی.
- ظرفیت طیف ذهنی ارزیابی مثبت به منفی از تجربه‌ای است که یک فرد ممکن است داشته باشد. ظرفیت عاطفی به پیامدهای هیجان، شرایط برانگیزاننده هیجان، یا احساسات یا نگرش‌های ذهنی اشاره دارد.[۳]
- برانگیختگی به‌طور عینی به عنوان فعال شدن سیستم عصبی سمپاتیک قابل اندازه‌گیری است، اما همچنین می‌تواند به صورت ذهنی از طریق خود گزارشی ارزیابی شود.
- شدت انگیزشی به تکانه برای کنش اشاره دارد.[۴] قدرت میل به حرکت به سمت یا دور شدن از یک محرک و تعامل یا عدم تعامل با محرک مذکور. حرکت ساده انگیزش رویکرد (یا اجتناب) در نظر گرفته نمی‌شود[۵]

توجه به این نکته ضروری است که برانگیختگی با شدت انگیزشی متفاوت است. در حالی که برانگیختگی ساختاری است که ارتباط نزدیکی با شدت انگیزه دارد، اما تفاوت آنها در این است که انگیزه لزوماً متضمن کنش است در حالی که برانگیختگی چنین نیست.

## نمایش عاطفه
عاطفه گاهی به معنای نمایش عاطفه استفاده می‌شود، که «یک رفتار چهره، صوتی یا اشاره‌ای است که به عنوان شاخص عاطفه عمل می‌کند» (APA 2006).

## عواطف
در روان‌شناسی، عاطفه باعث تعامل ارگانیسم با محرک‌ها می‌شود.
تأثیر می‌تواند بر دامنه شناختی تأثیر بگذارد (وسعت فرآیندهای شناختی). در ابتدا تصور بر این بود که تأثیرات مثبت گسترش می‌یابد در حالی که تأثیرات منفی دامنه شناختی را محدود می‌کند. با این حال، اکنون شواهد نشان می‌دهد که تأثیرات با شدت انگیزشی بالا دامنه شناختی باریکی را کاهش می‌دهد در حالی که تأثیرات با شدت انگیزه پایین آن را گسترش می‌دهد. ساختار حوزه شناختی می‌تواند در روان‌شناسی شناختی ارزشمند باشد.

## تاب عاطفه
طبق یک مقاله پژوهشی در مورد تاب عاطفه که توسط روان‌پزشک جروم ساشین نوشته شده است، «تاب عاطفه را می‌توان به عنوان توانایی پاسخ دادن به محرکی که معمولاً انتظار می‌رود با تجربه ذهنی احساسات برانگیخته شود.» اساساً به قادریت فرد در واکنش به هیجان‌ها و احساسات اشاره دارد. کسی که تاب عاطفی پایینی دارد نسبت به هر نوع احساس و هیجان واکنشی نشان نمی‌دهد. این ارتباط نزدیکی با نارسایی خلقی دارد. نارسایی هیجانی یک پدیده تحت بالینی است که شامل فقدان آگاهی هیجانی یا به‌طور خاص، مشکل در شناسایی و توصیف احساسات و در تشخیص احساسات از احساسات بدنی برانگیختگی هیجانی است." تشخیص دهید که چه هیجان‌هایی دارند - و همچنین ناتوانی در توصیف آنها. به گفته دالیا سامور و همکاران، افراد مبتلا به نارسایی هیجانی با افزایش نرخ خودکشی، ناراحتی روانی، و مرگ ارتباط دارند.
تاب عاطفه، از جمله حساسیت به اضطراب، عدم تحمل عدم اطمینان، و تحمل پریشانی عاطفی، ممکن است توسط ذهن آگاهی کمک شود. ذهن آگاهی به تمرین بیش از حد آگاهی از احساسات، افکار، احساسات و محرک‌های محیط اطرافتان اشاره دارد – نه به شیوه‌ای اضطراب‌آور، بلکه به شیوه‌ای ملایم و دلپذیر. نشان داده شده است که ذهن آگاهی باعث «افزایش رفاه ذهنی، کاهش علائم روانی و واکنش هیجانی و بهبود تنظیم رفتاری» می‌شود.

## رابطه با رفتار و شناخت
حوزه عاطفی یکی از سه بخش توصیف شده در روان‌شناسی نوین را نشان می‌دهد: دو بخش دیگر که حوزه رفتاری و شناختی است. به‌طور کلاسیک، از این تقسیم‌بندی‌ها به عنوان «ABC's روان‌شناسی نیز یاد می‌شود. توجه به این نکته حائز اهمیت است که «حالت‌های شناختی و عاطفی … [تنها] مقوله‌های تحلیلی هستند.»

## عوامل غریزی و شناختی در ایجاد عاطفه
«عاطفه» می‌تواند به معنای واکنش غریزی به تحریک باشد که قبل از فرآیندهای شناختی معمولی که برای شکل‌گیری یک احساس پیچیده‌تر ضروری تلقی می‌شوند، رخ می‌دهد. رابرت بی زایونک اظهار می‌دارد که این واکنش به محرک‌ها برای انسان‌ها اولیه است و این واکنش غالب برای موجودات غیرانسانی است. Zajonc پیشنهاد می‌کند که واکنش‌های عاطفی می‌تواند بدون رمزگذاری ادراکی و شناختی گسترده رخ دهد و زودتر و با اطمینان بیشتری نسبت به قضاوت‌های شناختی انجام شود (Zajonc, 1980).
بسیاری از نظریه پردازان (مثلا لازاروس، ۱۹۸۲) عاطفه را پساشناختی می‌دانند: تنها پس از انجام مقدار معینی از پردازش شناختی اطلاعات، برانگیخته می‌شود. در این دیدگاه، واکنش‌های عاطفی مانند دوست‌داشتن، دوست نداشتن، ارزیابی، یا تجربه لذت یا ناخشنودی، هر یک ناشی از فرایند شناختی قبلی متفاوتی است که باعث ایجاد تمایزات محتوایی و شناسایی ویژگی‌ها، بررسی آن‌ها برای یافتن ارزش، و سنجش آن‌ها بر اساس آن می‌شود. به مشارکت آنها (بروین، ۱۹۸۹). برخی از علما (مثلا لرنر و کلتنر ۲۰۰۰) استدلال می‌کنند که عاطفه می‌تواند هم قبل و هم پس از شناخت باشد: پاسخ‌های هیجانی اولیه افکاری را تولید می‌کنند که عاطفه ایجاد می‌کنند. در تکرار بیشتر، برخی از محققان استدلال می‌کنند که عاطفه برای فعال کردن حالت‌های عقلانی‌تر شناخت ضروری است (مثلاً داماسیو ۱۹۹۴).
انحراف از یک مدل تقویت محدود هیجان‌ها، دیدگاه‌های دیگری را در مورد چگونگی تأثیر عاطفه بر رشد هیجانی اجازه می‌دهد؛ بنابراین، خلق و خو، رشد شناختی، الگوهای جامعه‌ای شدن، و ویژگی‌های خاص خانواده یا خرده فرهنگ فرد ممکن است به روش‌های غیرخطی با هم تعامل داشته باشند. برای مثال، خلق و خوی یک نوزاد بسیار واکنش‌پذیر/کم تسکین‌دهنده ممکن است به‌طور نامتناسبی بر روند تنظیم احساسات در ماه‌های اولیه زندگی تأثیر بگذارد (Griffiths، ۱۹۹۷).
برخی دیگر از علوم جامعه‌ای مانند جغرافیا یا مردم‌شناسی در دهه اخیر مفهوم عاطفه را پذیرفته‌اند. در روانکاوی فرانسوی سهم عمده‌ای در زمینه عاطفه از آندره گرین گرفته شده است. تمرکز بر عاطفه عمدتاً از کار دلوز نشأت می‌گیرد و نگرانی‌های عاطفی و درونی را در گفتمان‌های مرسوم مانند ژئوپلیتیک، زندگی شهری و فرهنگ مادی آورده است. افکت همچنین با تأکید بر قدرت جسمانی بر ایده عینیت حذف شده، روش‌شناسی علوم اجتماعی را به چالش کشیده است و بنابراین پیوندهای قوی با نظریه غیر بازنمایی معاصر دارد.

## تاریخچه
تصور نوین از عاطفه در قرن نوزدهم با ویلهلم وونت توسعه یافت. این کلمه از آلمانی Gefühl به معنای «احساس» گرفته شده است.
تعدادی آزمایش در مطالعه ترجیحات عاطفی جامعه‌ای و روانی (یعنی آنچه مردم دوست دارند یا دوست ندارند) انجام شده است. تحقیقات خاصی در مورد ترجیحات، نگرش‌ها، شکل‌گیری برداشت و تصمیم‌گیری انجام شده است. این تحقیق یافته‌ها را با حافظه تشخیص (قضاوت‌های قدیم-جدید) در تضاد قرار می‌دهد و به محققان این امکان را می‌دهد که تمایزات قابل اعتمادی را بین این دو نشان دهند. قضاوت‌های مبتنی بر عاطفه و فرآیندهای شناختی با تفاوت‌های مشخص مورد بررسی قرار گرفته‌اند، و برخی استدلال می‌کنند که عاطفه و شناخت تحت کنترل سیستم‌های جداگانه و تا حدی مستقل هستند که می‌توانند به طرق مختلف بر یکدیگر تأثیر بگذارند (Zajonc، ۱۹۸۰). هم تأثیر و هم شناخت ممکن است منابع مستقل تأثیرات در سیستم‌های پردازش اطلاعات را تشکیل دهند. برخی دیگر پیشنهاد می‌کنند که هیجان نتیجه یک نتیجه پیش‌بینی‌شده، تجربه‌شده یا تصوری از یک معامله سازگاری بین ارگانیسم و محیط است، بنابراین فرآیندهای ارزیابی شناختی کلیدهای رشد و بیان یک هیجان هستند (لازاروس، ۱۹۸۲).

## روان سنجی اندازه‌گیری
عاطفه در فرهنگ‌ها شامل هر دو بعد مثبت و منفی است. متداول‌ترین معیار مورد استفاده در تحقیقات علمی، برنامه عاطفه مثبت و منفی (PANAS) است. PANAS یک معیار واژگانی است که در یک محیط آمریکای شمالی توسعه یافته و شامل ۲۰ مورد تک کلمه‌ای است، به عنوان مثال هیجان زده، هوشیار، تعیین شده برای عاطفه مثبت، و ناراحت، گناهکار، و عصبانی برای تأثیر منفی. با این حال، برخی از اقلام PANAS برای انگلیسی‌زبان‌های فرهنگ‌های غیر آمریکای شمالی یا اضافی هستند یا معانی مبهم دارند. در نتیجه، یک فرم کوتاه معتبر بین‌المللی، I-PANAS-SF، توسعه و اعتبارسنجی شده است که شامل دو مقیاس ۵ ماده‌ای با پایایی داخلی، متغیر متقابل و بین فرهنگی فاکتوریل، ثبات زمانی، همگرا و اعتبارات مرتبط معیار است.
Mroczek و Kolarz همچنین مجموعه دیگری از مقیاس‌ها را برای اندازه‌گیری عاطفه مثبت و منفی ایجاد کرده‌اند. هر یک از ترازوها ۶ ماده دارد. مقیاس‌ها شواهدی از روایی و پایایی قابل قبول در بین فرهنگ‌ها نشان داده‌اند.

## عاطفه و ادراک غیر آگاهانه
در رابطه با ادراک، یک نوع عاطفه ناخودآگاه ممکن است جدا از پردازش شناختی محرک‌های محیطی باشد. یک سلسله مراتب ادراک، عاطفه و شناخت نقش‌های برانگیختگی، تمایلات توجه، اولویت عاطفی (Zajonc، ۱۹۸۰)، محدودیت‌های تکاملی (شپرد، ۱۹۸۴؛ ۱۹۹۴)، و ادراک پنهان (Weiskrantz، ۱۹۹۷) را در پردازش حسی و ترجیحی در نظر می‌گیرد. و تبعیض‌ها احساسات زنجیره‌های پیچیده‌ای از رویدادها هستند که توسط محرک‌های خاصی ایجاد می‌شوند. هیچ راهی برای توصیف کامل یک احساس تنها با دانستن برخی از اجزای آن وجود ندارد. گزارش‌های شفاهی احساسات اغلب نادرست است زیرا ممکن است افراد دقیقاً ندانند چه احساسی دارند یا ممکن است چندین احساس مختلف را همزمان احساس کنند. همچنین موقعیت‌هایی وجود دارد که در آن افراد سعی می‌کنند احساسات خود را پنهان کنند، و برخی معتقدند که رویدادهای عمومی و خصوصی به ندرت دقیقاً منطبق هستند و کلمات برای احساسات عموماً مبهم‌تر از کلمات برای اشیا یا رویدادها هستند؛ بنابراین، احساسات ناخودآگاه باید با اقداماتی که خود گزارش دهی را دور می‌زند، اندازه‌گیری شود، مانند آزمون عاطفه مثبت و منفی ضمنی (IPANAT؛ کویرین، کازن، و کول، ۲۰۰۹).
از سوی دیگر، پاسخ‌های عاطفی اساسی‌تر هستند و ممکن است از نظر ارزیابی مشکل‌سازتر باشند. بروین دو فرایند تجربی را پیشنهاد کرده است که روابط غیرشناختی بین تجربیات عاطفی مختلف را چارچوب بندی می‌کند: آنهایی که تمایلات از پیش سیمی شده (یعنی فرآیندهای غیرآگاهانه) هستند، قادر به انتخاب محرک‌هایی از کل آرایه محرک با استفاده از معیارهایی مانند برجستگی ادراکی، نشانه‌های مکانی-زمانی، و ارزش پیش‌بینی در رابطه با داده‌های ذخیره شده در حافظه" (بروین، ۱۹۸۹، ص. ۳۸۱) و آنهایی که خودکار هستند (یعنی فرآیندهای ناخودآگاه) که به عنوان "سریع، نسبتاً انعطاف‌ناپذیر و دشوار برای اصلاح … (نیاز به) حداقل توجه برای رخ دادن و … (قابلیت فعال شدن) بدون قصد یا آگاهی" مشخص می‌شود. (۱۹۸۹ ص. ۳۸۱). اما در مورد تفاوت بین عاطفه و عاطفه باید نکته‌ای در نظر گرفت.

## انگیختگی
برانگیختگی یک پاسخ فیزیولوژیکی اساسی به ارائه محرک است. هنگامی که این اتفاق می‌افتد، یک فرایند عاطفی ناخودآگاه به شکل دو مکانیسم کنترلی به خود می‌گیرد: یکی بسیج و دیگری بی حرکت. در مغز انسان، آمیگدال یک واکنش غریزی را تنظیم می‌کند که این فرایند برانگیختگی را آغاز می‌کند، یا فرد را منجمد می‌کند یا حرکت را تسریع می‌کند.
پاسخ برانگیختگی در مطالعات متمرکز بر سیستم‌های پاداش که رفتار جستجوی غذا را کنترل می‌کنند نشان داده شده است (بالین، ۲۰۰۵). محققان بر فرآیندهای یادگیری و فرآیندهای تعدیلی که در هنگام رمزگذاری و بازیابی مقادیر هدف وجود دارند، تمرکز کرده‌اند. هنگامی که یک موجود زنده به دنبال غذا است، پیش‌بینی پاداش بر اساس رویدادهای محیطی تأثیر دیگری بر جستجوی غذا می‌شود که جدا از پاداش خود غذا است؛ بنابراین، کسب پاداش و پیش‌بینی پاداش فرآیندهای جداگانه‌ای هستند و هر دو تأثیر هیجان‌انگیز نشانه‌های مرتبط با پاداش را ایجاد می‌کنند. هر دو فرایند در سطح آمیگدال جدا می‌شوند و از نظر عملکردی در سیستم‌های عصبی بزرگتر یکپارچه می‌شوند.

## شدت انگیزه و دامنه شناختی

### اندازه‌گیری دامنه شناختی
دامنه شناختی را می‌توان با وظایفی که شامل توجه، ادراک، طبقه‌بندی و حافظه است اندازه‌گیری کرد. برخی از مطالعات از یک تکلیف توجه جانبی استفاده می‌کنند تا بفهمند که دامنه شناختی گسترده یا محدود شده است. به عنوان مثال، با استفاده از حروف "H" و "N" شرکت کنندگان باید در سریع‌ترین زمان ممکن حرف وسط ۵ را در زمانی که همه حروف یکسان هستند شناسایی کنند (مثلا "HHHHH") و زمانی که حرف میانی با حروف کناری متفاوت است (مثلاً "HHNHH"). اگر زمان واکنش با زمانی که همه حروف یکسان بودند در مقایسه با زمانی که حرف میانی متفاوت است، بسیار متفاوت باشد، دامنه شناختی گسترده نشان داده می‌شود. مطالعات دیگر از تکلیف توجه ناوون برای اندازه‌گیری تفاوت در حوزه شناختی استفاده می‌کنند. یک حرف بزرگ از حروف کوچکتر تشکیل شده است، در بیشتر موارد "L" یا "F" کوچکتر که شکل حرف "T" یا "H" یا بالعکس را می‌سازند. دامنه شناختی گسترده‌تر با واکنش سریع‌تر برای نام‌گذاری حرف بزرگ‌تر پیشنهاد می‌شود، در حالی که دامنه شناختی محدودتر با واکنش سریع‌تر برای نام‌گذاری حروف کوچک‌تر در حرف بزرگ‌تر پیشنهاد می‌شود. همچنین می‌توان از الگوی پایش منبع برای اندازه‌گیری میزان درک اطلاعات متنی استفاده کرد: به عنوان مثال، شرکت‌کنندگان وظیفه دارند صفحه‌ای را تماشا کنند که به‌طور سریالی کلماتی را که باید به خاطر بسپارید، هر کدام به مدت ۳ ثانیه نمایش می‌دهد، و همچنین باید به خاطر بسپارند که آیا کلمه در صفحه نمایش داده شده است یا خیر. نیمه چپ یا راست صفحه نمایش کلمات نیز در یک جعبه رنگی قرار داده شده بودند، اما شرکت کنندگان نمی‌دانستند که در نهایت از آنها پرسیده می‌شود که این کلمه در چه جعبه رنگی ظاهر می‌شود.

### یافته‌های اصلی تحقیق
شدت انگیزه به قدرت میل به حرکت به سمت یا دور شدن از یک محرک خاص اشاره دارد.
حالت‌های عاطفی خشم و ترس، که از طریق کلیپ‌های فیلم القا می‌شوند، در مقایسه با کنترل‌ها توجه گزینشی بیشتری را به یک کار کناری نشان می‌دهند، همان‌طور که زمان واکنش نشان داده می‌شود که خیلی متفاوت نبود، حتی زمانی که حروف کناری با حرف هدف میانی متفاوت بود. هم خشم و هم ترس از شدت انگیزه بالایی برخوردارند زیرا نیروی محرکه برای عمل در مواجهه با یک محرک خشمگین یا ترسناک مانند فردی که جیغ می‌کشد یا مار پیچ خورده زیاد است. بر شدت انگیزه تأثیر می‌گذارد، بنابراین، دامنه شناختی محدود باعث می‌شود افراد بتوانند بیشتر بر روی اطلاعات هدف تمرکز کنند. پس از دیدن یک تصویر غمگین، شرکت‌کنندگان سریع‌تر حروف بزرگ‌تر را در یک تکلیف توجه ناوون شناسایی کردند که نشان‌دهنده دامنه شناختی جهانی یا گسترده‌تر است. تصور می‌شود که گاهی احساس غم‌انگیز انگیزه کمی دارد. اما، پس از دیدن یک تصویر منزجر کننده، شرکت‌کنندگان سریع‌تر حروف جزء را شناسایی کردند، که نشان‌دهنده یک حوزه شناختی باریک‌تر محلی است. انزجار از شدت انگیزه بالایی برخوردار است. بر شدت انگیزه تأثیر می‌گذارد، بنابراین، دامنه شناختی باریک باعث می‌شود افراد بیشتر بر اطلاعات مرکزی تمرکز کنند. در حالی که تأثیرات با شدت کم انگیزه، دامنه شناختی را گسترش می‌دهد و امکان تفسیر جهانی سریع‌تر را فراهم می‌کند. تغییرات در حوزه شناختی مرتبط با حالات عاطفی مختلف از نظر تکاملی سازگار است زیرا تأثیرات با شدت انگیزشی بالا برانگیخته شده توسط محرک‌هایی که نیاز به حرکت و عمل دارند، در پدیده‌ای که به عنوان رفتار هدفمند شناخته می‌شود، متمرکز شود. به عنوان مثال، در زمان‌های اولیه، دیدن یک شیر (محرک ترسناک) احتمالاً یک حالت عاطفی منفی اما با انگیزه بالا (ترس) ایجاد می‌کرد که در آن انسان رانده می‌شد تا فرار کند. در این صورت هدف جلوگیری از کشته شدن خواهد بود.
فراتر از حالت‌های عاطفی منفی، محققان می‌خواستند آزمایش کنند که آیا حالت‌های عاطفی منفی یا مثبت بین شدت انگیزه بالا و پایین متفاوت است یا خیر. برای ارزیابی این نظریه، هارمون جونز، گیبل و پرایس آزمایشی را با استفاده از پرایمینگ تصویر اشتهاآور و وظیفه ناوون ایجاد کردند که به آنها اجازه می‌دهد تا محدوده توجه را با تشخیص حروف ناوون اندازه‌گیری کنند. وظیفه ناوون شامل شرایط مقایسه تأثیر خنثی بود. به‌طور معمول، حالت‌های خنثی باعث افزایش توجه با یک محرک خنثی می‌شود. آنها پیش‌بینی کردند که دامنه توجه وسیع می‌تواند باعث تشخیص سریع‌تر حروف کلی (بزرگ) شود، در حالی که یک دامنه توجه محدود می‌تواند باعث تشخیص سریع‌تر حروف محلی (کوچک) شود. شواهد ثابت کردند که محرک‌های اشتها آور دامنه توجه محدودتری ایجاد می‌کنند. آزمایش‌کنندگان با گفتن اینکه به شرکت‌کنندگان اجازه دارند دسرهای نشان‌داده‌شده در تصاویر را مصرف کنند، دامنه توجه محدود را در محرک‌های اشتها افزایش دادند. نتایج نشان داد که فرضیه آنها از این نظر درست است که دامنه توجه گسترده منجر به تشخیص سریعتر حروف سراسری و محدوده توجه محدود منجر به تشخیص سریعتر حروف محلی می‌شود.
محققان برادلی، کودیسپاتی، کاتبرت و لانگ می‌خواستند واکنش‌های هیجانی در پرایمینگ تصویر را بیشتر بررسی کنند. آنها به جای استفاده از محرک‌های اشتهاآور از مجموعه‌های محرک از سیستم بین‌المللی تصویر عاطفی (IAPS) استفاده کردند. مجموعه تصاویر شامل تصاویر ناخوشایند مختلفی مانند مار، حشرات، صحنه حمله، تصادف، بیماری و از دست دادن است. آنها پیش‌بینی کردند که تصویر ناخوشایند یک واکنش شدید انگیزشی دفاعی را تحریک می‌کند، که برانگیختگی هیجانی قوی مانند پاسخ‌های غدد پوست و کند شدن قلب ایجاد می‌کند. شرکت‌کنندگان تصاویر را بر اساس ظرفیت، برانگیختگی و تسلط در مقیاس رتبه‌بندی آدمک خود ارزیابی (SAM) رتبه‌بندی کردند. یافته‌ها با این فرضیه مطابقت داشت و ثابت کرد که هیجان با شدت فعال‌سازی در سیستم‌های اشتهاآور یا دفاعی به‌طور انگیزشی سازمان‌دهی می‌شود.
قبل از تحقیق در سال ۲۰۱۳، هارمون جونز و گیبل آزمایشی را انجام دادند تا بررسی کنند که آیا فعال سازی عصبی مرتبط با شدت رویکرد-انگیزه (فعالیت پیشانی-مرکزی چپ) تأثیر محرک‌های اشتهاآور را بر توجه محدود می‌کند یا خیر. آنها همچنین آزمایش کردند که آیا تفاوت‌های فردی در انگیزش رویکرد با محدود کردن توجه مرتبط است یا خیر. برای آزمایش این فرضیه، محققان از همان کار ناوون با تصاویر اشتها آور و خنثی استفاده کردند، علاوه بر این که شرکت‌کنندگان نشان دادند از آخرین باری که در چند دقیقه غذا خورده‌اند، چه مدت زمانی است. برای بررسی فعال‌سازی عصبی، محققان از الکتروانسفالوگرافی استفاده کردند و حرکات چشم را ثبت کردند تا تشخیص دهند که از چه مناطقی از مغز در هنگام ایجاد انگیزه استفاده می‌شود. نتایج این فرضیه را تأیید کرد که نشان می‌دهد نیمکره پیشانی-مرکزی چپ برای فرآیندهای رویکرد انگیزشی نسبی است و دامنه توجه محدودتر است. برخی از روانشناسان نگران بودند که افرادی که گرسنه بودند به دلیل ناامیدی در قسمت جلویی- مرکزی چپ افزایش یافته بود. این گفته نادرست است زیرا تحقیقات نشان می‌دهد که تصاویر دسر حتی در افراد گرسنه نیز تأثیر مثبت را افزایش می‌دهد. یافته‌ها نشان داد که محدوده شناختی محدود این توانایی را دارد که به ما در دستیابی به هدف کمک کند.

### کاربردهای بالینی
بعداً، محققان شدت انگیزه را به کاربردهای بالینی مرتبط کردند و دریافتند که تصاویر مربوط به الکل باعث محدود شدن توجه افرادی می‌شود که انگیزه قوی برای مصرف الکل داشتند. محققان شرکت کنندگان را با قرار دادن آنها در معرض الکل و تصاویر خنثی آزمایش کردند. پس از اینکه تصویر روی صفحه نمایش داده شد، شرکت کنندگان آزمون ارزیابی تمرکز توجه را به پایان رساندند. این یافته‌ها ثابت کرد که قرار گرفتن در معرض تصاویر مربوط به الکل منجر به محدود شدن تمرکز توجه به افرادی شد که انگیزه مصرف الکل داشتند. با این حال، قرار گرفتن در معرض تصاویر خنثی با انگیزه مرتبط با الکل برای دستکاری تمرکز توجه ارتباطی نداشت. نظریه نزدیک بینی الکلی (AMT) بیان می‌کند که مصرف الکل مقدار اطلاعات موجود در حافظه را کاهش می‌دهد، که همچنین توجه را محدود می‌کند، بنابراین تنها نزدیک‌ترین آیتم‌ها یا منابع چشمگیر در محدوده توجه قرار می‌گیرند. این توجه محدود، افراد مست را به تصمیمات افراطی تر از زمانی که هوشیار هستند، سوق می‌دهد. محققان شواهدی ارائه کردند که نشان می‌دهد محرک‌های مرتبط با مواد زمانی توجه افراد را به خود جلب می‌کنند که انگیزه بالایی و شدید برای مصرف آن داشته باشند. شدت انگیزه و محدود شدن توجه ناشی از نشانه نقش منحصر به فردی در شکل‌دادن به تصمیم اولیه افراد برای مصرف الکل دارد. در سال ۲۰۱۳، روانشناسان دانشگاه میسوری ارتباط بین جهت‌گیری پیشرفت ورزشی و نتایج الکل را بررسی کردند. آنها از ورزشکاران دانشگاه خواستند که یک پرسشنامه جهت‌گیری ورزشی را تکمیل کنند که جهت‌گیری پیشرفت مرتبط با ورزش آنها را در سه مقیاس اندازه‌گیری می‌کرد: رقابت، جهت‌گیری برنده و جهت‌گیری هدف. شرکت کنندگان همچنین ارزیابی‌هایی از مصرف الکل و مشکلات مربوط به الکل را تکمیل کردند. نتایج نشان داد که جهت‌گیری هدف ورزشکاران به‌طور قابل توجهی با مصرف الکل مرتبط است اما با مشکلات مربوط به الکل ارتباط ندارد.
از نظر پیامدها و کاربردهای آسیب‌شناختی روانی، دانشجویانی که علائم افسردگی را نشان می‌دهند، در بازیابی اطلاعات متنی به ظاهر «غیر مرتبط» از یک تکلیف پارادایم پایش منبع بهتر بودند. یعنی دانش‌آموزانی که علائم افسردگی داشتند در مقایسه با دانش‌آموزان غیرافسرده در تشخیص رنگ جعبه کلمه بهتر عمل کردند. غمگینی (شدت انگیزه پایین) معمولاً با افسردگی مرتبط است، بنابراین تمرکز گسترده‌تر بر اطلاعات زمینه‌ای دانش‌آموزان غمگین‌تر از آن حمایت می‌کند که با شدت انگیزه بالا بر دامنه شناختی باریک تأثیر می‌گذارد در حالی که عواطف با شدت انگیزه پایین دامنه شناختی را گسترش می‌دهد.
تئوری شدت انگیزه بیان می‌کند که دشواری یک کار همراه با اهمیت موفقیت، انرژی سرمایه‌گذاری شده توسط فرد را تعیین می‌کند. این نظریه دارای سه لایه اصلی است. درونی‌ترین لایه می‌گوید که رفتار انسان با تمایل به حفظ هر چه بیشتر انرژی هدایت می‌شود. هدف افراد جلوگیری از هدر رفتن انرژی است، بنابراین فقط انرژی لازم برای تکمیل کار را سرمایه‌گذاری می‌کنند. لایه میانی بر دشواری کارها همراه با اهمیت موفقیت و چگونگی تأثیر آن بر حفظ انرژی تمرکز می‌کند. این بر سرمایه‌گذاری انرژی در شرایط دشواری کار روشن و نامشخص تمرکز دارد. آخرین لایه به پیش‌بینی‌های انرژی سرمایه‌گذاری شده توسط یک فرد می‌پردازد، زمانی که آنها چندین گزینه ممکن برای انتخاب در مشکلات مختلف کار دارند. فرد مختار است که از میان چندین گزینه ممکن دشواری کار انتخاب کند. نظریه شدت انگیزه یک چارچوب منطقی و سازگار برای تحقیق ارائه می‌دهد. محققان می‌توانند با فرض اینکه تلاش به سرمایه‌گذاری انرژی اشاره دارد، اقدامات یک فرد را پیش‌بینی کنند. تئوری شدت انگیزه برای نشان دادن اینکه چگونه تغییرات در جذابیت هدف و سرمایه‌گذاری انرژی همبستگی دارند استفاده می‌شود.

## خلق و خو
خلق و خو، مانند هیجان، حالتی عاطفی است. با این حال، یک هیجان تمایل دارد تمرکز واضحی داشته باشد (یعنی علت آن بدیهی است)، در حالی که خلق و خو تمایل بیشتری به عدم تمرکز و انتشار دارد. به گفته باتسون، شاو و اولسون (۱۹۹۲)، خلق شامل لحن و شدت و مجموعه‌ای ساختاریافته از باورها در مورد انتظارات کلی از تجربه آتی از لذت یا درد، یا تأثیر مثبت یا منفی در آینده است. برخلاف واکنش‌های فوری که باعث ایجاد عاطفه یا هیجان می‌شوند و با انتظارات لذت یا درد آینده تغییر می‌کنند، خلق‌وخوها، پراکنده و غیرمتمرکز بودن و در نتیجه مقابله با آن‌ها سخت‌تر است، می‌تواند برای روزها، هفته‌ها، ماه‌ها یا حتی سال‌ها ادامه داشته باشد (شوکمن، ۱۹۷۵). خلق و خوی ساختارهای فرضی هستند که وضعیت هیجانی فرد را نشان می‌دهند. محققان به‌طور معمول وجود خلق و خوها را از انواع مراجع رفتاری استنباط می‌کنند (بلچمن، ۱۹۹۰). عاطفه منفی و خلق منفی معمولی مشخصه روان رنجوری بالا است.
عاطفه مثبت و عاطفه منفی (PANAS) حوزه‌های مستقل هیجان را در جمعیت عمومی نشان می‌دهند و عاطفه مثبت به شدت با تعامل جامعه‌ای مرتبط است. رویدادهای مثبت و منفی روزانه روابط مستقلی را با بهزیستی ذهنی نشان می‌دهند و عاطفه مثبت به شدت با فعالیت جامعه‌ای مرتبط است. تحقیقات اخیر نشان می‌دهد که حمایت عملکردی بالا با سطوح بالاتر عاطفه مثبت مرتبط است. سیدنر در کار خود در مورد برانگیختگی عاطفه منفی و نویز سفید، از وجود سازوکار برانگیختگی عاطفه منفی در رابطه با کاهش ارزش گویندگان با منشأ قومی دیگر حمایت می‌کند. روند دقیقی که از طریق آن پشتیبانی جامعه‌ای با عاطفه مثبت مرتبط می‌شود نامشخص است. این فرایند می‌تواند از تعامل جامعه‌ای قابل پیش‌بینی و منظم، از فعالیت‌های اوقات فراغت که تمرکز بر آرامش و خلق و خوی مثبت است، یا از لذت بردن از فعالیت‌های مشترک ناشی شود. فنونی که برای تغییر خلق و خوی منفی به مثبت استفاده می‌شوند، راهبردهای ترمیم خلق نامیده می‌شوند.

## تعامل جامعه‌ای
نمایش عاطفه یک جنبه مهم از ارتباطات بین فردی است. روانشناسان تکاملی این فرضیه را مطرح کرده‌اند که انسان سانان با قابلیت پیچیده خواندن نمایشگرهای تأثیرگذار تکامل یافته‌اند.
هیجان‌ها به عنوان فرآیندهای پویایی به تصویر کشیده می‌شوند که رابطه فرد را با محیط جامعه‌ای دائماً در حال تغییر واسطه می‌کنند. به عبارت دیگر، هیجان‌ها فرآیندهای ایجاد، نگهداری یا برهم زدن رابطه بین ارگانیسم و محیط در مورد موضوعات مهم برای فرد در نظر گرفته می‌شود.
بیشتر پدیده‌های جامعه‌ای و روانی در نتیجه تعاملات مکرر بین افراد متعدد در طول زمان رخ می‌دهد. این فعل و انفعالات باید به عنوان یک نظام چند عاملی در نظر گرفته شود - نظامی که شامل چندین عامل است که در طول زمان با یکدیگر و/یا با محیط‌هایشان تعامل دارند. پیامدهای رفتارهای یک عامل وابسته به یکدیگر است: توانایی هر عامل برای دستیابی به اهدافش نه تنها به آنچه انجام می‌دهد بلکه به کارهایی که سایر عوامل انجام می‌دهند نیز بستگی دارد.
هیجان‌ها یکی از منابع اصلی تعامل هستند. هیجان‌ها یک فرد بر هیجان‌ها، افکار و رفتارهای دیگران تأثیر می‌گذارد. سپس واکنش دیگران می‌تواند بر تعاملات آتی آنها با فردی که هیجان اصلی را ابراز می‌کند و همچنین بر احساسات و رفتارهای آینده آن فرد تأثیر بگذارد. هیجان در چرخه‌هایی عمل می‌کند که می‌تواند افراد پرشماری را در فرایند تأثیر متقابل درگیر کند.
عاطفه، عاطفه یا احساس از طریق حالات چهره، حرکات دست، وضعیت بدنی، ویژگی‌های صدا و سایر تظاهرات فیزیکی به دیگران نشان داده می‌شود. این نمایش‌های تأثیرگذار بین فرهنگ‌ها و در درون فرهنگ‌ها متفاوت است و به اشکال مختلف از گسسته‌ترین حالات چهره تا دراماتیک‌ترین و پربارترین حرکات نمایش داده می‌شوند.
ناظران نسبت به هیجان‌های عاملین حساس هستند و می‌توانند پیام‌هایی را که این هیجان‌ها منتقل می‌کنند را تشخیص دهند. آنها به هیجان‌های یک عامل واکنش نشان می‌دهند و از آنها استنباط می‌کنند. احساسی که یک نماینده نشان می‌دهد ممکن است بازتابی واقعی از وضعیت واقعی او نباشد (همچنین به کار هیجانی مراجعه کنید).
عاملین هیجان‌ها می‌تواند بر چهار مجموعه وسیع از عوامل تأثیر بگذارد:
1. هیجان‌های افراد دیگر
2. استنباط افراد دیگر
3. رفتارهای افراد دیگر
4. تعاملات و روابط بین عامل و سایر افراد.

هیجان ممکن است نه تنها بر شخصی که به او منتقل شده است، بلکه اشخاص ثالثی که هیجان یک عامل را مشاهده می‌کنند نیز تأثیر بگذارد. علاوه بر این، هیجان‌ها می‌توانند بر نهادهای اجامعه‌ای بزرگتر مانند یک گروه یا یک تیم تأثیر بگذارند. هیجان‌ها نوعی پیام هستند و بنابراین می‌توانند بر هیجان‌ها، اسناد و رفتارهای متعاقب دیگران تأثیر بگذارند و به‌طور بالقوه فرایند بازخورد را برای عامل اصلی برانگیزند.
احساسات کارگزاران با دو سازوکار متمایز پیشنهادی، احساسات دیگران را برمی‌انگیزد:
- سرایت هیجان - افراد تمایل دارند به‌طور خودکار و ناخودآگاه عبارات غیرکلامی را تقلید کنند.[۴۶] تقلید همچنین در تعاملات شامل مبادلات متنی به تنهایی رخ می‌دهد.[۴۷]
- تعبیر هیجان - یک فرد ممکن است یک عامل را به عنوان احساس یک هیجان خاص درک کند و با هیجان‌های مکمل یا موقعیت مناسب خود واکنش نشان دهد. احساسات دیگران با احساسات عامل اصلی متفاوت است و به نحوی مکمل آن است.

افراد ممکن است نه تنها از نظر هیجانی واکنش نشان دهند، بلکه ممکن است در مورد عوامل هیجان آور مانند موقعیت جامعه‌ای یا قدرت یک عامل هیجان‌آور، شایستگی و اعتبار او نیز استنباط کنند. برای مثال، عاملی که فرض می‌شود عصبانی است نیز ممکن است فرض شود که قدرت بالایی دارد.